# Martine Joste
Martine Joste (* im 20. Jahrhundert) ist eine französische Pianistin.

## Leben
Joste studierte am Conservatoire de Paris bei Yves Nat und erhielt dort erste Preise in den Fächern Klavier, Kammermusik, Harmonielehre und Klavierbegleitung. Sie vervollkommnete ihre Ausbildung in Sienna, Tanglewood und am Mozarteum Salzburg bei Paul Badura-Skoda und war dann vier Jahre lang am Conservatoire de Paris Korrepetitorin in der Gesangsklasse von Irène Joachim und unterrichtete Blattspiel.
Sie wurde dann Solopianistin bei Radio France und trat als Konzertpianistin in ganz Europa, den USA, Brasilien, Japan, Mexiko, Uruguay, Kanada und dem Mittleren Osten auf. Im Mittelpunkt ihres Interesses steht die zeitgenössische Musik. Sie arbeitet regelmäßig mit den Ensembles Ars Nova, Musique Vivante, Itineraire und 2e2m zusammen und spielte mehr als vierzig Uraufführungen teils für sie komponierter Werke von Jean-Claude Risset, Alain Bancquart, Bruce Mather, Claude Ballif, Ivan Wyschnegradsky, Fernand Vandenbogaerde und anderen.
John Cage komponierte für sie und den Geiger Ami Flammer 1992 eines seiner letzten Werke, Two6. Sylvano Bussotti widmete ihr 1995 seine Sonatina Gioacchina. Neben Kompositionen der genannten zeitgenössischen Musiker spielte sie auch Werke von Franz Schubert, Carl Maria von Weber, E.T.A. Hoffmann, Claude Debussy, Arnold Schoenberg und Darius Milhaud ein.
Außerdem realisierte Joste ein Dutzend Klavierprojekte, die jeweils einem Thema ("Das zerrissene Klavier", Klavier und Cembalo: gestern und heute", "Satie trifft auf Cage") oder einem Komponisten (John Cage, Sylvano Bussotti, Tomás Marco, François-Bernard Mâche, Edgar Varèse) gewidmet waren. Sie unterrichtet am Konservatorium von Blanc-Mesnil und gibt international Kurse für zeitgenössische Klaviermusik.